# Сента
Сента (мађ. Zenta) је градско насеље у Србији и седиште истоимене општине у Севернобанатском управном округу. Према попису из 2022. било је 14.452 становника.

## Географија
У средњем току Тисе кроз Републику Србију, на самој обали реке налази се један од најстаријих градова у АП Војводини — Сента, средиште општине с насељеним местима: Горњи Брег, Торњош, Кеви и Богараш. Према попису из 2002. године, Сента има 20.363, док општина Сента има 25.619 становника.
Овде се налази Туристичка организација општине Сента.

## Историја
Сента је израсла око манастира. Први пут се помиње 1216. године и развија захваљујући погодном географском положају, на важном прелазу преко реке Тисе. Од 14. века посед је будимског надбискупа. 1506. године постала је слободни краљевски град. У рату између Аустрије и Турске, једна од највећих победа Аустрије била је битка код Сенте 11. септембра 1697. године ("Код Сенте је спасен Беч").
Након што су се Срби граничари из Потиско-поморишке границе 1742. године већином иселили у Русију у XVIII и XIX веку Сенту су населили Мађари, Словаци, Немци и Јевреји, а између два светска рата и после 1945. године Срби, Црногорци и други народи. Сенћанско пристаниште, удаљено 124 km од ушћа Тисе у Дунав, било је једно од најважнијих у простору дворечја.
По попису места Потиске војне границе из 1748. године у Сенти је био 191 граничар коњаник, и сви су били у активној служби. Од тога њих 46 је имало комплетну војну опрему, а осталих 85 делимичну. Штаб је сачињавало шест официра, на челу са поручницима Јованом Бадрљицом и Ђуком (Ђорђем) Поповићем. Ту је и заставник Неша Милиновић. У месту је била стационирана и пешадија, њих 202 пешадинца. Изван сталне службе било их је 64, а са потпуним наоружањем 70 активних граничара. На челу јединице је био мајор Марко Марковић, са капетан-лајтантом Ђорђем Голубом, поручником Константином Милиновићем и заставником Игњатом Вршићем. Када је новембра 1750. године обављено изјашњавање граничарских официра, за провинцијални статус су се определи: обрствајхмајстер као капетан Марко Марковић, капетан лајтант Ђорђе Голуб, хаднађи Субота Суљин и Јован Падерлик, барјактари Нешко Милиновић и Игњат Вујичић. Официри верни Аустрији су били награђени мађарским племством и земљишним поседом. Тако су у Сенти добили: вицекапетан Голуб, лајтанти Јован Бодерлица (Бадрљица), Субота Брановачки и Михајло Тесић по 50 ланаца, а заставници Неца Милиновић и Игњат Вујичић по 44 ланца.
Године 1769. Сента је изгорела у великом пожару.

### Културна историја Срба у Сенти
Сенћанска православна црквена општина је јавно препоручивала у јесен 1855. године билдхауера (иконорезбара) Јоана Ајстерленера из Старог Арада. Захвални црквени оци су га због добро урађеног посла - иконостаса, наградили са 300 ф. преко понуде.
У Сенти је при православној црквено-школској општини деловао Фонд за сиромашну децу. Њиме је руководио пре 1866. године српски учитељ Јован Вујић.
Када је 1866. године одржана скупштина Матице српске у Пешти, Срби Сенћани су доминирали по бројности. Као редовни стари чланови у њеном раду учествовали су: Андрија Николић, Јован Вујић учитељ, Трифун Влашић и Стефан Дракулић. За нове чланове јавили су се по уплати, износа од 50 ф. Православна српска црквена општина у Сенти, док су појединци дали по 10 ф. - Константин Живановић адвокат, Стеван Лукачевић бележник, Стеван пл. Бадрљица куријалиста, Љубомир Вујић трговац, Јаков Крагујевић, Сава пл. Брановачки и Андрија Николић сенатор.

## Култура
У Сенти су Музеј, Архив, васпитно-образовне организације и најстарија ликовна колонија у Војводини (1952).
Од 1876. године, почиње са радом и Сенћанска гимназија, једна од најстаријих гимназија у Србији.
Поред Сенћанске гимназије, са радом почињу и три основне школе, ОШ "Свети Сава" данас "Турзо Лајош", ОШ "Спомен-школа" данас "Петефи Шандор" и ОШ "11. новембар" данас "Стеван Сремац".
Од 2003. године у Сенти ради Гимназија Бољаи, специјализована школа која на мађарском језику изводи наставу по програму београдске Математичке гимназије.
У циљу развоја културе у Сенти, основан је Културно-образовни центар "Турзо Лајош", преко ког своје делатности обављају Градски музеј, Градска библиотека, Дом културе, Раднички универзитет, и некада биоскоп "Тиса", који је биоскопску премијеру имао 1908. године.
У Сенти се налази велики број зграда — споменика културе: Ватрогасна касарна у Сенти, Родна кућа Стевана Сремца, Зграда Плебаније — Музеја, Хотел Ројал, Славнића кућа и Српска православна црква Светог арханђела Михаила.

## Привреда
У XIX век и XX веку поред пољопривреде у Сенти су се развијали трговина, занати и прехрамбена индустрија. Раскршће путева, погодне везе са Суботицом, Новим Садом и Зрењанином чине Сенту привлачним местом у овом делу Војводине. У развоју привреде значајно место има агро-индустријски комбинат. Сента са околином је највећи расадник ружа у Србији.
Од 1895. године, у Сенти постоји електрична расвета. По том питању, Сента је била напреднија од Новог Сада, Сомбора и Суботице.

## Демографија
У насељу Сента живи 16.396 пунолетних становника, а просечна старост становништва износи 40,9 година (38,8 код мушкараца и 42,8 код жена). У насељу има 7.938 домаћинстава, а просечан број чланова по домаћинству је 2,35.
Ово насеље је углавном насељено Мађарима (према попису из 2002. године), а у последња три пописа, примећен је пад у броју становника.
|             | \| Демографија[5] \| Демографија[5] \| Демографија[5] \| \| Година \| Становника \| Становника \| \| -------------- \| -------------- \| -------------- \| \| 1948. \| 23.277 \| \| \| 1953. \| 23.320 \| \| \| 1961. \| 25.062 \| \| \| 1971. \| 24.723 \| \| \| 1981. \| 23.690 \| \| \| 1991. \| 22.827 \| 22.531 \| \| 2002. \| 20.302 \| 21.119 \| \| 2011. \| 18.704 \| \| |            |
| Демографија | |            |
| Година      | Становника | Становника |
| 1948.       | 23.277 |            |
| 1953.       | 23.320 |            |
| 1961.       | 25.062 |            |
| 1971.       | 24.723 |            |
| 1981.       | 23.690 |            |
| 1991.       | 22.827 | 22.531     |
| 2002.       | 20.302 | 21.119     |
| 2011.       | 18.704 |            |

| Етнички састав према попису из 2011.‍ | Етнички састав према попису из 2011.‍ | Етнички састав према попису из 2011.‍ | Етнички састав према попису из 2011.‍ | Етнички састав према попису из 2011.‍ |
| ------------------------------------ | ------------------------------------ | ------------------------------------ | ------------------------------------ | ------------------------------------ |
|                                      |                                      |                                      |                                      |                                      |
| Мађари                               | Мађари                               |                                      | 14.429                               | 77,14%                               |
| Срби                                 | Срби                                 |                                      | 2.454                                | 13,12%                               |
| Роми                                 | Роми                                 |                                      | 226                                  | 1,20%                                |
| Југословени                          | Југословени                          |                                      | 106                                  | 0,56%                                |
| Хрвати                               | Хрвати                               |                                      | 67                                   | 0,36%                                |
| Албанци                              | Албанци                              |                                      | 62                                   | 0,33%                                |
| Црногорци                            | Црногорци                            |                                      | 47                                   | 0,25%                                |
| Словаци                              | Словаци                              |                                      | 31                                   | 0,16%                                |
| Македонци                            | Македонци                            |                                      | 27                                   | 0,14%                                |
| Буњевци                              | Буњевци                              |                                      | 21                                   | 0,12%                                |
| Бошњаци                              | Бошњаци                              |                                      | 13                                   | 0,07%                                |
| Муслимани                            | Муслимани                            |                                      | 13                                   | 0,07%                                |
| Русини                               | Русини                               |                                      | 12                                   | 0,06%                                |
| Руси                                 | Руси                                 |                                      | 11                                   | 0,06%                                |
| Немци                                | Немци                                |                                      | 10                                   | 0,05%                                |
| Словенци                             | Словенци                             |                                      | 9                                    | 0,05%                                |
| Словаци                              | Словаци                              |                                      | 4                                    | 0,02%                                |
| Румуни                               | Румуни                               |                                      | 2                                    | 0,01%                                |
| Украјинци                            | Украјинци                            |                                      | 2                                    | 0,01%                                |
| Бугари                               | Бугари                               |                                      | 1                                    | 0,01%                                |
| остали                               | остали                               |                                      | 19                                   | 0,10%                                |
| Регионална припадност                | Регионална припадност                |                                      | 119                                  | 0,63%                                |
| неизјашњени                          | неизјашњени                          |                                      | 578                                  | 3,09%                                |
| непознато                            | непознато                            |                                      | 441                                  | 2,35%                                |
| укупно: 18.704                       |                                      |                                      |                                      |                                      |

| \| \| м \| \| \| ж \| \| ? \| 19 \| \| \| 23 \| \| 80+ \| 158 \| \| \| 399 \| \| 75—79 \| 221 \| \| \| 439 \| \| 70—74 \| 393 \| \| \| 583 \| \| 65—69 \| 506 \| \| \| 671 \| \| 60—64 \| 561 \| \| \| 663 \| \| 55—59 \| 627 \| \| \| 774 \| \| 50—54 \| 785 \| \| \| 775 \| \| 45—49 \| 773 \| \| \| 831 \| \| 40—44 \| 752 \| \| \| 750 \| \| 35—39 \| 670 \| \| \| 664 \| \| 30—34 \| 569 \| \| \| 551 \| \| 25—29 \| 679 \| \| \| 637 \| \| 20—24 \| 783 \| \| \| 651 \| \| 15—19 \| 639 \| \| \| 573 \| \| 10—14 \| 620 \| \| \| 557 \| \| 5—9 \| 555 \| \| \| 536 \| \| 0—4 \| 458 \| \| \| 457 \| \| Просек : \| 38,8 \| \| \| 42,8 \| |      |  |  |      |
| |      |  |  |      |
| | м    |  |  | ж    |
| ? | 19   |  |  | 23   |
| 80+ | 158  |  |  | 399  |
| 75—79 | 221  |  |  | 439  |
| 70—74 | 393  |  |  | 583  |
| 65—69 | 506  |  |  | 671  |
| 60—64 | 561  |  |  | 663  |
| 55—59 | 627  |  |  | 774  |
| 50—54 | 785  |  |  | 775  |
| 45—49 | 773  |  |  | 831  |
| 40—44 | 752  |  |  | 750  |
| 35—39 | 670  |  |  | 664  |
| 30—34 | 569  |  |  | 551  |
| 25—29 | 679  |  |  | 637  |
| 20—24 | 783  |  |  | 651  |
| 15—19 | 639  |  |  | 573  |
| 10—14 | 620  |  |  | 557  |
| 5—9 | 555  |  |  | 536  |
| 0—4 | 458  |  |  | 457  |
| Просек : | 38,8 |  |  | 42,8 |

| Година пописа     | 1948. | 1953. | 1961. | 1971. | 1981. | 1991. | 2002. |
| ----------------- | ----- | ----- | ----- | ----- | ----- | ----- | ----- |
| Број домаћинстава | 7.619 | 7.883 | 8.601 | 8.629 | 8.955 | 8.668 | 7.938 |

| Број чланова      | 1     | 2     | 3     | 4     | 5   | 6   | 7  | 8  | 9 | 10 и више | Просек |
| ----------------- | ----- | ----- | ----- | ----- | --- | --- | -- | -- | - | --------- | ------ |
| Број домаћинстава | 2.056 | 2.279 | 1.536 | 1.518 | 386 | 112 | 28 | 10 | 5 | 8         | 2,56   |

| Пол    | Укупно | Неожењен/Неудата | Ожењен/Удата | Удовац/Удовица | Разведен/Разведена | Непознато |
| ------ | ------ | ---------------- | ------------ | -------------- | ------------------ | --------- |
| Мушки  | 8.135  | 2.529            | 4.744        | 382            | 478                | 2         |
| Женски | 8.984  | 1.697            | 4.816        | 1.841          | 627                | 3         |
| УКУПНО | 17.119 | 4.226            | 9.560        | 2.223          | 1.105              | 5         |

| Пол    | Укупно                    | Пољопривреда, лов и шумарство | Рибарство                            | Вађење руде и камена | Прерађивачка индустрија       |
| ------ | ------------------------- | ----------------------------- | ------------------------------------ | -------------------- | ----------------------------- |
| Мушки  | 3.932                     | 756                           | 2                                    | 59                   | 1.119                         |
| Женски | 2.867                     | 293                           | 0                                    | 1                    | 648                           |
| Укупно | 6.799                     | 1.049                         | 2                                    | 60                   | 1.767                         |
|        |                           |                               |                                      |                      |                               |
| Пол    | Производња и снабдевање   | Грађевинарство                | Трговина                             | Хотели и ресторани   | Саобраћај, складиштење и везе |
| Мушки  | 488                       | 128                           | 504                                  | 74                   | 212                           |
| Женски | 125                       | 23                            | 497                                  | 107                  | 84                            |
| Укупно | 613                       | 151                           | 1.001                                | 181                  | 296                           |
|        |                           |                               |                                      |                      |                               |
| Пол    | Финансијско посредовање   | Некретнине                    | Државна управа и одбрана             | Образовање           | Здравствени и социјални рад   |
| Мушки  | 58                        | 74                            | 178                                  | 104                  | 98                            |
| Женски | 102                       | 85                            | 156                                  | 333                  | 333                           |
| Укупно | 160                       | 159                           | 334                                  | 437                  | 431                           |
|        |                           |                               |                                      |                      |                               |
| Пол    | Остале услужне активности | Приватна домаћинства          | Екстериторијалне организације и тела | Непознато            | Непознато                     |
| Мушки  | 76                        | 0                             | 0                                    | 2                    | 2                             |
| Женски | 72                        | 6                             | 1                                    | 1                    | 1                             |
| Укупно | 148                       | 6                             | 1                                    | 3                    | 3                             |

## Спорт
- ФК Сента, фудбалски клуб основан 1905.
- САК Сента, атлетски клуб основан 1882.
- Градски стадион Сента
- KK Сента (некада ,КК Плави кош"), кошаркашки клуб основан 2018. (Плави кош: 2016./7.)

## Градови побратими
- Ходмезевашархељ  Мађарска
- Крањ  Словенија
- Мукачево  Украјина

## Познате личности
- Стеван Сремац (1855–1906), писац
- Матија Бећковић (*1939), песник
- Тамара Борош (*1977), хрватска репрезентативка у стоном тенису
- Ђена Брановачки (1841–1882), добротвор
- Стеван Брановачки (1804–1880), председник Матице српске од 1867. до 1880.
- Сава Вуковић (1930–2001), епископ
- Силвија Ердељи, (*1975), стонотенисерка
- Марија Глуваков, (*1973), пијаниста
- Јован Ђорђевић (1826–1900), оснивач Српског народног позоришта у Новом Саду и писац химне Србије „Боже правде“
- Јован Мушкатировић (1743–1809), књижевник и просветитељ
- Владимир Николић (1857–1922), архитекта
- Лајош Боцан (1886–1969), градитељ тамбура
- Карољ Андрушко (1915–2008), сликар, графичар и типограф
- Бојан Пајтић (*1970), политичар
- Стеван Крагујевић (1922–2002), фотограф и фоторепортер
- Стеван Раичковић (1928–2007), песник
- Иштван Сели (1921–2012), историчар књижевности
- Чаба Силађи (*1990), пливач
- Михаел Фекете (1886–1957), математичар
- Арпад Штербик (*1979), рукометаш
- Ласло Ђере тенисер
- Јожеф Тертеи (1960), рвач
- Андраш Урбан (1970)